# Donald MacKenzie
Donald Ross "Don" MacKenzie (Toronto, Ontario, 30 de desembre de 1874 - Toronto, 12 de novembre de 1925) va ser un remer canadenc que va competir a primers del segle xx.
El 1904 va prendre part en els Jocs Olímpics de Saint Louis, on va guanyar la medalla de plata en la prova de vuit amb timoner del programa de rem.